# 星のドラゴンクエスト presents 日向坂46 小坂菜緒の「小坂なラジオ」
『星のドラゴンクエスト presents 日向坂46 小坂菜緒の「小坂なラジオ」』（ほしのドラゴンクエストプレゼンツ ひなたざかフォーティーシックスこさかなおの「こさかなラジオ」）は、TOKYO FMで2021年4月2日から2021年10月29日まで放送されていた小坂菜緒の冠ラジオ番組である。2021年11月以降は放送休止中となっていたが、番組枠自体の終了に伴い、そのまま放送終了となった。

## 概要
日向坂46の小坂菜緒にとって、初となるソロ冠レギュラーラジオ番組。小坂自身の気になること、自分のことなどをトークする。
番組ハッシュタグは「#小坂な」。
音声配信アプリのAuDeeでは放送終了後の21時から、本編未公開トークを加えて無料アーカイブ配信している。
2021年6月26日にパーソナリティである小坂が活動休止を発表したことに伴い、7月9日放送分は日向坂46のメンバーの佐々木久美が、7月16日放送分以降は佐々木美玲が代役を務めていた。番組名は変わらないものの、一部コーナー名は代役のパーソナリティの名前を冠したものとなっている。同年10月29日、小坂が復帰するまでの間、本番組のリニューアルを発表。今後は代役として出演していた佐々木美玲が引き継ぎ、『星のドラゴンクエスト presents 日向坂46 佐々木美玲の「ホイミーぱん」』が開始されることが発表された。
2022年3月25日、『星のドラゴンクエスト presents 日向坂46 佐々木美玲の「ホイミーぱん」』の終了に伴い、当番組も終了となった。

## 放送日時
| 放送期間                | 放送時間           | 放送局   | 対象地域 | 備考           |
| ----------------------- | ------------------ | -------- | -------- | -------------- |
| 2021年4月2日 - 10月29日 | 金曜 19:30 - 19:55 | TOKYO FM | 東京都   | [ 5 ] [ 注 2 ] |

| 放送期間       | 放送時間              | 配信元 | 備考     |
| -------------- | --------------------- | ------ | -------- |
| 2021年4月2日 - | 金曜日 21:00 配信開始 | AuDee  | [ 注 3 ] |

## 出演者
パーソナリティ
- 小坂菜緒（日向坂46）
  - 第1回 - 第14回（2021年4月2日 - 7月2日）

代役
- 佐々木久美（日向坂46）
  - 第15回（2021年7月9日）

- 佐々木美玲（日向坂46）
  - 第16回 - 第31回（2021年7月16日 - 10月29日）

## コーナー
こさかな ベストワン
（佐々木美玲 ベストワン）
小坂に一番聞きたいテーマをリスナーに募集して答えるコーナー。

マンスリーテーマ
毎月、テーマを1つ決めて、リスナーに募集して頂戴したメッセージを紹介するコーナー。

小坂菜緒！ハイパークリエイティブ スーパー女子への道
今時のトレンドを意外と知らない小坂にリスナーから周囲の流行りのトレンドを募集し、イケてる女子の頂点を目指すコーナー。

小坂、できる限り寄り添います……
様々なカテゴリーのどのような悩みでもリスナーから募集し、できる限り寄り添いながら回答する（ツッコミ有り）コーナー。

こさかな イメージ調査
（佐々木美玲 イメージ調査）
番組開始の頃の小坂と今のあなたが思うイメージをリスナーから募集し、どんな風に変わったのか?調査するコーナー。

星ドララジオドラマ シチュエーション募集‼︎
毎週放送している、ラジオドラマのシチュエーションをリスナーから募集し、勇者ナオが演じるコーナー。

教えて！星ドラのこと
「星ドラの魅力」や「星ドラ愛」をリスナーから募集し紹介するコーナー。

ふつおた
パーソナリティに知って欲しいこと、番組の感想、普通のお便りをリスナーから募集して読むコーナー。

### マンスリーテーマ
| 月   | マンスリーテーマ                                            | 備考   |
| ---- | ----------------------------------------------------------- | ------ |
| 4月  | 始めたいこと                                                | [ 33 ] |
| 5月  | 惜しくも採用にならなかった小坂菜緒の1st写真集のタイトルは？ | [ 34 ] |
| 6月  | 小坂菜緒がアイドルになった理由、第46位は何？                | [ 35 ] |
| 7月  | 汗だくになりました                                          | [ 14 ] |
| 8月  | キュンとした夏                                              | [ 36 ] |
| 9月  | あなたのタレ物語                                            | [ 29 ] |
| 10月 | これ！勉強になりました！                                    | [ 37 ] |